# Molson Indy Toronto 1996
Molson Indy Toronto 1996 kördes på Exhibition Place i Toronto, Kanada den 14 juli. 
Loppet ingick i CART World Series samma säsong. Tävlingen skakades av en tragedi, då Jeff Krosnoff förolyckades i tävlingens slutskede, sedan han kolliderat med Stefan Johansson, förlorat markkontakten och flugit in i ett träd bredvid banan. En funktionär avled också i olyckan efter att ha blivit träffad av skrot från Krosnoffs bil. I skuggan av detta tog Adrián Fernández sin första seger i CART.

## Slutresultat
| Plats | Förare               | Team                     | Grid | Kvaltid  |
| ----- | -------------------- | ------------------------ | ---- | -------- |
| 1     | Adrián Fernández     | Tasman Motorsports       | 3    | 58,471   |
| 2     | Alex Zanardi         | Chip Ganassi Racing      | 2    | 58,145   |
| 3     | Bobby Rahal          | Team Rahal               | 8    | 59,016   |
| 4     | Greg Moore           | Forsythe Racing          | 5    | 58,819   |
| 5     | Paul Tracy           | Marlboro Team Penske     | 13   | 59,189   |
| 6     | Bryan Herta          | Team Rahal               | 12   | 59,175   |
| 7     | Christian Fittipaldi | Newman/Haas Racing       | 14   | 59,220   |
| 8     | Jimmy Vasser         | Chip Ganassi Racing      | 11   | 59,120   |
| 9     | Robby Gordon         | Walker Racing            | 18   | 59,680   |
| 10    | Scott Pruett         | Patrick Racing           | 4    | 58,490   |
| 11    | Mark Blundell        | PacWest Racing           | 16   | 59,437   |
| 12    | Maurício Gugelmin    | PacWest Racing           | 17   | 59,467   |
| 13    | Al Unser Jr.         | Marlboro Team Penske     | 7    | 59,001   |
| 14    | Emerson Fittipaldi   | Hogan Penske Racing      | 15   | 59,311   |
| 15    | Eddie Lawson         | Galles Racing            | 24   | 1.00,982 |
| 16    | Jeff Krosnoff        | Arciero-Wells Racing     | 20   | 59,799   |
| 17    | Stefan Johansson     | Bettenhausen Motorsports | 21   | 1.00,245 |
| 18    | Gil de Ferran        | Jim Hall Racing          | 9    | 59,069   |
| 19    | Scott Goodyear       | Walker Racing            | 23   | 1.00,621 |
| 20    | P.J. Jones           | All American Racing      | 25   | 1.01,019 |
| 21    | André Ribeiro        | Tasman Motorsports       | 1    | 58,060   |
| 22    | Michael Andretti     | Newman/Haas Racing       | 10   | 59,102   |
| 23    | Roberto Moreno       | Payton/Coyne Racing      | 22   | 1.00,369 |
| 24    | Raul Boesel          | Brahma Sports Team       | 19   | 59,724   |
| 25    | Richie Hearn         | Della Penna Motorsports  | 26   | 1.01,392 |
| 26    | Parker Johnstone     | Comptech Racing          | 6    | 58,949   |